# Kurzweil Music Systems
Kurzweil – amerykańska firma produkująca elektroniczne instrumenty muzyczne, założona w 1982 roku przez Raymonda Kurzweila. 

## Produkty
Przykładowe instrumenty produkowane przez Kurzweil Music Systems:
Syntezatory i stacje robocze:
- K1000
- K2000
- K2500
- K2600
- PC88
- PC3
- PC3K
- SP4-8
- SPS4-8

Pianina i fortepiany:
- X-Pro MG
- MP10
- CUP2
- MPS 20

Sprzęt studyjny:
- KS-40A

Przykładowe technologie firmy Kurzweil:
- Synteza V.A.S.T. (Variable Architecture Synthesis Technology)

## Wybrani użytkownicy
- Jurij Antonow
- Jon Carin
- Keith Emerson
- Paul Gordon
- Jean Michel Jarre
- Terry Lawless
- Mike Oldfield
- Dennis Pratt
- James Raymond
- David Rosenthal
- Jordan Rudess
- Steve Walsh
- Richard Wright